# أبراهام بارتليت
ابراهام بارتليت (بالإنجليزية: Abraham Dee Bartlett)‏ (و. 1812 – 1897 م) هو عالم حيواني، وعالم طيور، من المملكة المتحدة، ولد في لندن، توفي عن عمر يناهز 85 عاماً.